# Dobravšce
Dobravšce este o localitate din comuna Gorenja vas - Poljane, Slovenia, cu o populație de 86 de locuitori.